# ジェニファー・グレイ
ジェニファー・グレイ（Jennifer Grey, 1960年3月26日 - ）はアメリカ合衆国ニューヨーク出身の女優・ダンサーである。

## 来歴
父親は舞台俳優で、1972年の映画『キャバレー』でアカデミー助演男優賞を受賞したジョエル・グレイ。母親は元女優・元歌手のジョー・ワイルダー。父方の祖父はコメディアンでミュージシャンのミッキー・カッツ。
19歳の時に「ドクターペッパー」の広告でデビュー。その後、小さな役を経て、1986年公開の『フェリスはある朝突然に』で主人公の妹を演じ、広く知られるようになる。その翌年、ヒロインを演じた『ダーティ・ダンシング』が大ヒットし、彼女の代表作となった。
1990年代以降は、テレビドラマなどを中心に活動している。2010年、リアリティ番組『ダンシング・ウィズ・ザ・スターズ』に出演し、優勝した。

### 私生活
マシュー・ブロデリックやジョニー・デップ、ジョージ・ステファノプロス等との交際歴がある。マシュー・ブロデリックとは、交際時の1987年に彼の運転する車に同乗中に事故に遭い、相手の母娘2人が即死するという事件があった。『ダーティ・ダンシング』が事故の数週間後に公開されヒットするが、事故のショックと罪悪感から成功を楽しめず、その後しばらく演技から距離を置く結果になったと語っている。
また、1989年に鼻の整形手術を受けたが、失敗であったと語っている。
2001年7月21日に俳優で映画監督のクラーク・グレッグと結婚し、同年12月3日に長女ステラを出産した。
2020年1月18日に離婚を発表し、2021年2月16日に法的に離婚成立。

## 主な出演作品

### 映画
| 公開年 放映年 | 邦題 原題                                                    | 役名                             | 備考       |
| ------------- | ------------------------------------------------------------ | -------------------------------- | ---------- |
| 1984          | 俺たちの明日 Reckless                                        | キャシー                         |            |
| 1984          | 若き勇者たち Red Dawn                                        | トニ                             |            |
| 1984          | コットンクラブ The Cotton Club                               | パッツィー                       |            |
| 1985          | アメリカン・フライヤーズ American Flyers                     | レスリー                         |            |
| 1986          | フェリスはある朝突然に Ferris Bueller's Day Off              | ジーニー・ビューラー             |            |
| 1987          | ダーティ・ダンシング Dirty Dancing                           | フランシス・ベイビー・ハウスマン |            |
| 1989          | ワンナイト・オブ・ブロードウェイ Bloodhounds of Broadway     | ラブリー・ルー                   |            |
| 1990          | マーダー・イン・ミシシッピ／炎の十字架 Murder in Mississippi | リタ                             | テレビ映画 |
| 1990          | クリミナル・ジャスティス Criminal Justice                    | リズ・カーター                   | テレビ映画 |
| 1990          | 夢で逢えたら If the Shoe Fits                                | ケリー・カーター／プルーデンス   | テレビ映画 |
| 1992          | ウインズ Wind                                                | ケイト・バス                     |            |
| 1993          | 偽装殺人 A Case for Murder                                   | ケイト・ウェルドン               | テレビ映画 |
| 1996          | サイコ・アイ/売春婦連続惨殺事件 Portraits of a Killer        | エレイン・テイラー               |            |
| 1996          | おとなの愛しかた講座 Lover's Knot                            | メーガン・フォレスター           |            |
| 1998          | アウトレイジ/連鎖脅迫 Outrage                                | サリー                           | テレビ映画 |
| 1998          | ディープ・ハプニング Since You've Been Gone                  | パティ・リード                   | テレビ映画 |
| 2000          | 偶然の恋人 Bounce                                            | ジャニス                         |            |
| 2001          | デス・ヴィレッジ Ritual                                      | アリス・ドッグソン博士           |            |
| 2008          | レッドベルト 傷だらけのファイター Redbelt                    | ルーシー                         |            |
| 2014          | イン・ユア・アイズ 近くて遠い恋人たち In Your Eyes           | ダイアン                         |            |
| 2018          | ラブ・ストーリーズ Untogether                                | ジョシー                         |            |
| 2024          | リアル・ペイン〜心の旅〜 A Real Pain                         | マーシャ                         |            |

### テレビシリーズ
| 放映年    | 邦題 原題              | 役名                 | 備考         |
| --------- | ---------------------- | -------------------- | ------------ |
| 1995      | フレンズ Friends       | ミンディ             | 1エピソード  |
| 1999-2001 | It's Like, You Know... | ジェニファー・グレイ | 26エピソード |
| 2010      | Dr.HOUSE House M.D.    | アビー               | 1エピソード  |